# ダルヤーイェ・ヌール

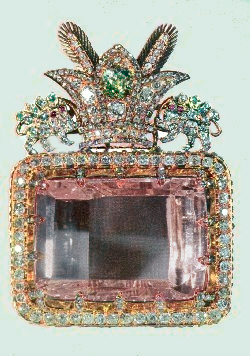
ダルヤーイェ・ヌール

ダルヤーイェ・ヌール（ペルシア語: دریای نور、英語：Darya-e Noor）は、世界最大のダイヤモンドの1つで182カラット（36.4g）。ダリヤーイェ・ヌールとも呼ばれる。
「光の海」の意味を持ち、色は淡いピンクで、ダイヤモンドではもっとも稀。現在はイランの宝冠の一部をなしている。人間の知るもっとも古いダイヤモンドの1つとも考えられている。

## 歴史
ダルヤーイェ・ヌールはクーヘ・ヌール同様、ゴールコンダ王国のゴールコンダ鉱山から採掘され、ムガル朝の皇帝の所有するところとなった。
1739年、イラン・アフシャール朝のナーディル・シャーがインドに侵攻して、デリーで略奪をおこなった。このときのムガル朝宝庫からの略奪品にこのダルヤーイェ・ヌールをはじめクーヘ・ヌールや孔雀の玉座があった。これらの宝物はすべてナーディル・シャーによってイランへ運ばれ、ダルヤーイェ・ヌールはそれ以降現在に至るまでイランにある。
ダルヤーイェ・ヌールは、ナーディル・シャーの没後はその孫シャールフ・シャーに受け継がれた。その後、アーラム・ハーン・フザイマ、さらにザンド朝のルトフ・アリー・ハーンの手を経て、ザンド朝を打ち破ったガージャール朝創始者アーカー・ムハンマド・ハーンの手に渡り、ガージャール家の所有となる。ファトフ・アリー・シャーはその切子面の1つにその名を刻んでいる。さらに後、ナーセロッディーン・シャーは腕章にダルヤーイェ・ヌールを配した。ナーセロッディーンは明らかに、このダイヤモンドをキュロス大王の王冠宝飾の1つと考えていた。腕章が王宮のファッションから外れると、ブローチとしてこのダイヤモンドをつけるようになった。また、時に名誉の記として、高位の名士らに預けられることもあった。最終的には次代モザッファロッディーン・シャーの治世までにはゴレスターン宮殿宝物庫に秘蔵された。1902年のモザッファロッディーン・シャーの欧州外遊にあっては、帽子の装飾としてダルヤーイェ・ヌールを用いている。
パフラヴィー朝初代皇帝のレザー・シャーは、1926年の即位式にあたって軍帽の装飾として用いており、これは1967年のモハンマド・レザー・シャーの即位式でも同じく用いられている。ダルヤーイェ・ヌールは現在イランにある。

## 関連する宝石
1965年、イラン帝室所蔵宝石を研究していたカナダのグループは、ダルヤーイェ・ヌールはムガル朝のシャー・ジャハーンの玉座に飾られたピンクダイヤモンドの一部であり、フランスの宝石商タヴェルニエの記録でDiamanta Grande Tableとして記されたものであると断定している。このダイヤモンドはおそらく2つに切断され、大きい方が「ダルヤーイェ・ヌール」（光の海）であり、小さい方が60カラット（12g）のイラン宝石博物館にある宝冠に飾られている「ヌーロルエイン」であると考えられる。